# Egage
Egage (kinesiska: 俄嘎格, 俄嘎格乡) är en socken i Kina. Den ligger i den autonoma regionen Tibet, i den sydvästra delen av landet, omkring 430 kilometer nordost om regionhuvudstaden Lhasa.
Genomsnittlig årsnederbörd är 922 millimeter. Den regnigaste månaden är juni, med i genomsnitt 210 mm nederbörd, och den torraste är december, med 4 mm nederbörd.